# Port lotniczy Tongoa
Port lotniczy Tongoa (IATA: TGH, ICAO: NVST) – port lotniczy położony na wyspie Tongoa (Vanuatu).